# Paladaciclo

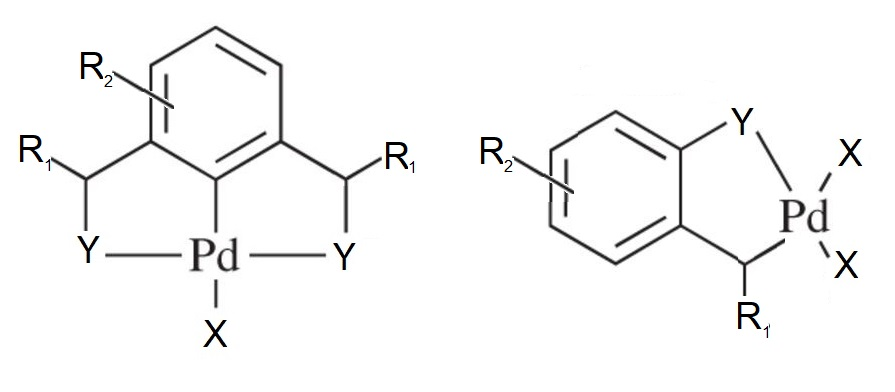
Figura 1. R_{1} y R_{2} pueden ser cualquier grupo alquilo, arilo...
Y debe ser un grupo heteroátomo (diferente al carbono y no metálico) con al menos un par de electrones libres, como NR2, PR2, SR, SeR...
X debe ser una molécula que también contanga un par de electrones libres, como Cl, Br, I, OTf, OAc, disolvente...

Un paladaciclo es un metalociclo cuyo metal es el paladio.  En general, un paladaciclo (Figura 1.) puede definirse como cualquier compuesto de paladio que contenga un enlace de paladio-carbono (Pd-C) estabilizado intramolecularmente por uno o dos átomos dadores neutros (Y), donde el residuo orgánico actúa como un ligando dador de cuatro electrones C-aniónico o como un ligando dador de seis electrones C-aniónico:
Desde su descubrimiento a mediados de los años sesenta, los paladaciclos han representado un tema de investigación muy interesante. Al principio se identificaron como intermedios importantes en la síntesis orgánica mediada por paladio y más recientemente debido a sus propiedades únicas, estos compuestos han experimentado un renacimiento que ha sido fundamental en el desarrollo reciente de sustancias para su uso en catálisis homogénea. Esto es destacable en las reacciones de acoplamiento cruzado C-C. En general, estos compuestos pueden sintetizarse de una manera muy fácil, lo que hace posible modular sus propiedades estéricas y electrónicas o incluso incluir motivos quirales en sus estructuras para permitirles aplicaciones potenciales en transformaciones enantioselectivas como auxiliares quirales. Otras áreas importantes donde las paladaciclos han encontrado aplicaciones recientes incluyen su uso como agentes mesogénicos y fotoluminiscentes, así como aplicaciones biológicas para el tratamiento del cáncer (química bioorganometálica).

## Historia del descubrimiento de los paladaciclos
En la década de 1960, Arthur C. Cope y Robert W. Siekman informaron sobre la reacción de ciclopaladación entre azobencenos aromáticos y cloruro de paladio (II). El potencial de los paladaciclos como catalizadores fue destacado por el catalizador de Herrmann en la década de 1990. Los derivados de tris(o-tolil)fosfina demostraron ser eficaces en las reacciones de Heck.

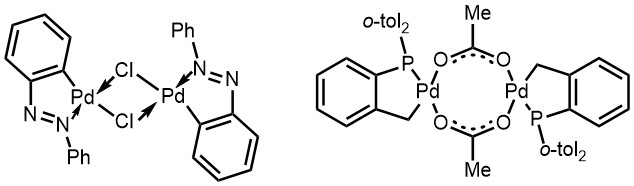
El primer paladaciclo a partir de compuestos azo aromáticos y el catalizador de Herrmann, un paladaciclo obtenido a partir de acetato de paladio (II).

## Clases de paladaciclos
Hay dos tipos distintos de paladaciclo: complejos donantes de cuatro electrones (CY) y complejos donantes de seis electrones (YCY).

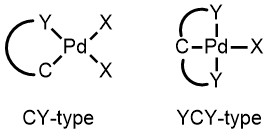
Paladaciclos de tipo CY/YCY

### Paladaciclos según el tamaño de anillo
Se han sintetizado y caracterizado paladaciclos con tamaños de anillo de 3 a 10 miembros, aunque los más habitualmente utilizados con los de 5-6 miembros. Los paladaciclos con tamaños de anillo de 3 o 4 miembros suelen ser inestables debido a sus tensiones anulares.

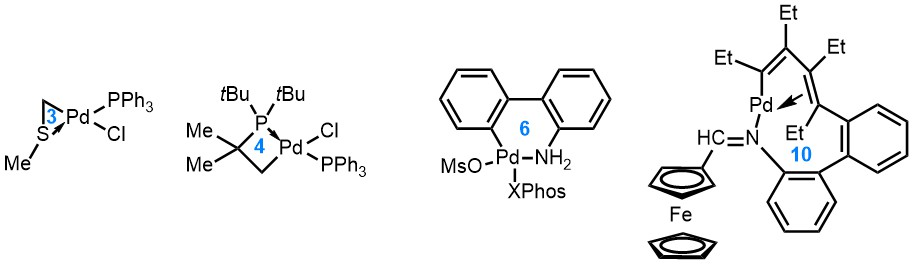
Ejemplos de paladaciclos con diferentes tamaños de anillo

### Paladaciclos según el grupo dador
Los paladaciclos también pueden clasificarse según los átomos dadores. Por ejemplo, el catalizador de Herrmann mencionado anteriormente es un paladaciclo derivado de la fosfina. Otros tipos de paladaciclos, como el paladaciclo de fosfito, el paladaciclo de imina, el paladaciclo de oxima y los paladaciclos de CS-/CO-, también son eficaces en reacciones catalíticas. Los paladaciclos derivados del 2-aminobifenilo se han utilizado en diversas reacciones de acoplamiento cruzado.

## Síntesis
Existen varios métodos para la síntesis de paladaciclos. Un método simple y directo es la activación del enlace C-H. Se suele considerar que la ciclopaladación de derivados aromáticos se realiza mediante una vía de sustitución electrófila aromática. La adición oxidante de haluros de arilo es otro método útil. Sin embargo, la accesibilidad de los haluros de arilo como material de partida es un inconveniente importante.

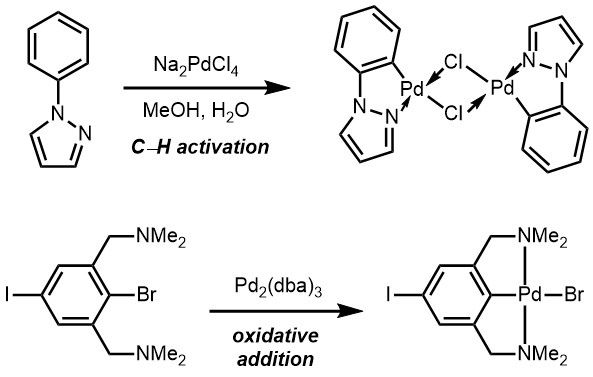
Preparación de paladaciclos mediante activación C-H y adición oxidativa.

Otros tipos de reacciones como la transmetalación y la nucleopaladación también resultaron ser métodos efectivos en la síntesis de paladaciclos.